# 금돌성
금돌성(今突城)은 대한민국 경상북도 상주시 모동면 수봉리에 있는 삼국시대에 있는 산성이다. 1985년 8월 5일 경상북도의 문화재자료 제131호로 지정되었다. 상주산성(尙州山城)·백화산성(白華山城)·보문성(寶門城) 등 시대에 따라 다양한 명칭으로 불렸다.
금돌성은 백화산 주능선 일대에 축조된 포곡식 석성으로 신라의 삼국통일을 위한 주요한 전투마다 태종무열왕이 행궁으로 삼고 태자(문무왕), 김유신과 함께 머무르던 곳으로 고려시대 몽고군 침입 시 대승을 거둔 장소이다.
『삼국사기(三國史記)』 신라본기 제5 태종무열왕 7년조에 “또 태자와 대장군 유신, 장군 품일과 흠춘(춘을 혹은 순이라고도 한다) 등에게 명하여 정예병사 5만 명을 거느리고 응원하도록 하고, 임금은 금돌성에 가서 머물렀다”라는 기록이 보인다. 백제정벌시 전진기지로 활용되었음을 알 수 있다.

## 개요
백화산 정상부의 능선과 골짜기를 따라 쌓은 성으로, 신라 김유신 장군이 백제군과 격전한 곳이라고 전한다.
성은 완전하게 무너진 것을 1978년에 국방유적 보수사업으로 80m의 성벽을 복원하였다. 무너진 성벽은 약 4m 폭으로 쌓여 있었으며, 총 연장 둘레는 2∼3km이다. 골짜기를 내려오는 성벽의 일부는 약 30cm 정도의 아랫부분만 남아있다. 복원된 성벽은 밑부분의 폭이 360cm이며, 150cm 정도의 높이에 군사들이 서서 활동할 수 있는 단을 설치하고, 거기서 다시 아랫폭 125cm, 윗폭 85cm의 성벽을 150cm 높이로 쌓아 올렸다.
역사·지리적으로 고구려·백제·신라의 세력이 서로 맞부딪친 곳에 있으며, 삼국시대의 역사적 상황을 이해하는데 중요한 성이라 할 수 있다.
『삼국사기(三國史記)』 신라본기 제5 태종무열왕 7년조에 “또 태자와 대장군 유신, 장군 품일과 흠춘(춘을 혹은 순이라고도 한다) 등에게 명하여 정예병사 5만 명을 거느리고 응원하도록 하고, 임금은 금돌성에 가서 머물렀다”라는 기록이 보인다. 백제정벌시 전진기지로 활용되었음을 알 수 있다.

## 현지 안내문
삼국시대에 축성한 포곡식 산성이다. 성 안쪽으로는 군사들의 활동을 위해 돌로 회곽도를 만들고, 회곽도에서 약 1.5m 높이로 성벽을 쌓았다. 성은 보문곡을 가운데로 하여 산 정상인 한성봉을 한 변으로 하는 내성을, 그 동쪽으로 외성을 쌓았는데 총 길이는 7km가량 된다. 보문곡으로 들어서기 전 계곡의 폭이 가장 졸은 곳에 차단성을 쌓았는데 길이가 약 600m가 확인된다.
이 성에는 660년 7월 김유신이 이끄는 백제 정벌군을 떠나보낸 신라의 무열왕(김춘추)이 총지휘소로 사용하면서 백제가 항복한 소식을 듣고 소부리성을 떠날 때까지 머물렀던 대궐 터가 있다. 또 1254년 10월 자랄타이가 이끄는 몽고 침략군을 맞은 상주의 백성들이 황령사 승려 홍지의 지휘로 한 달 여의 싸움 끝에 물리친 유서 깊은 성이다.

## 참고 자료
- 금돌성 - 국가유산청 국가유산포털